# Newquay
Newquay (Limba cornică: Tewynn Pleustri) este un oraș în comitatul Cornwall, regiunea South West, Anglia. Orașul se află în districtul Restormel.

## Personalități născute aici
- William Golding (1911 - 1993), romancier, Premiul Nobel pentru Literatură.